# Isabel Cristina Estrada
Isabel Cristina Estrada Cano (Medellín, 21 de enero de 1980) es una actriz, modelo y presentadora colombiana, reconocida por su aparición en series de televisión desde el año 2007.

## Carrera
Estrada nació en la ciudad de Medellín el 21 de enero de 1980. En su adolescencia empezó a desempeñarse como modelo y jugó voleibol a nivel profesional. Estudió Ingeniería de Sistemas en la Universidad Eafit y en 2001 representó al departamento de Antioquia en el Concurso Nacional de Belleza. Un año después se convirtió en la Reina Mundial del Banano en un certamen celebrado en territorio ecuatoriano.
Inició su carrera en la televisión colombiana con una participación en el programa de telerrealidad Nómadas en 2005. Dos años más tarde debutó en la telenovela de Caracol Televisión Nuevo rico, nuevo pobre, interpretando el papel de Lizeth y ganando un año después un Premio TV y Novelas en la categoría de mejor actriz relevación. En 2009 apareció en las series Los victorinos y Todas odian a Bermúdez.
En la década de 2010 figuró en producciones para televisión como La teacher de inglés, El Joe, La suegra, ¿Quién mató a Patricia Soler? y Yo soy Franky, entre otras. A finales de la década se alejó de la televisión para dedicarse principalmente al teatro y a la literatura deportiva. En 2021 se convirtió en la presentadora del programa Go, ciclismo para todos del canal Win Sports.

## Vida personal
En 2009 la actriz se casó con el músico y compositor colombiano Lucas Arnau. La pareja se divorció en 2015.
Isabel es hincha del equipo Atlético Nacional.

## Filmografía

### Televisión
- El Charrito Negro, el sueño de un ídolo[13] (2019) — Maria Victoria Aragon
- BJ El Propio[14] (2019) — Claudia de Valencia
- Yo soy Franky (2016) — Sara
- La viuda negra 2[15] (2016) — Abogada
- ¿Quién mató a Patricia Soler? (2015) — Angélica
- La suegra (2014) — Margarita Burgos
- ¿Quién eres tú? (2013) — Francisca Roman
- Mujeres asesinas (2011) — Ep: Las Buitrago, hermanas
- El Joe, la leyenda (2011) — Aura de Estrada
- La teacher de inglés (2011) — Milena Ramírez
- Decisiones extremas (2010)
- Bermúdez (2009) — Paola Rincón
- Los Victorinos (2009) — Gloria Perez
- Decisiones (2007)
- Nuevo rico, nuevo pobre (2007) — Lizeth Tatiana Rubio / De Pelaez
- Amores cruzados (2006)

### Presentadora
- Go Ciclismo para todos (2021)

- Noticiero CM& (Sección Farándula) - (2008)

## Premios y nominaciones

### TV y Novelas
| Año  | Categoría               | Serie                   | Resultado |
| ---- | ----------------------- | ----------------------- | --------- |
| 2008 | Mejor actriz revelación | Nuevo rico, nuevo pobre | Ganadora  |
| 2012 | Mejor actriz de reparto | El Joe, la leyenda      | Nominada  |
| 2015 | Mejor actriz antagónica | La suegra               | Nominada  |

### India Catalina
| Año  | Categoría               | Serie              | Resultado |
| ---- | ----------------------- | ------------------ | --------- |
| 2012 | Mejor actriz de reparto | El Joe, la leyenda | Nominada  |